# ویلیام اس. کوهن
ویلیام اس. کوهن (به انگلیسی: William S. Cohen) سناتور سابق عضو حزب جمهوری‌خواه ایالات متحده آمریکا بود. وی در سال ۱۹۷۹ تا ۱۹۹۷ میلادی سناتور ایالت مین در سنای ایالات متحده آمریکا بود.